# دارفور (مینه‌سوتا)
دارفور، مینه‌سوتا (به انگلیسی: Darfur, Minnesota) یک شهر در ایالات متحده آمریکا است که در مینه‌سوتا واقع شده‌است.

## خصوصیات
دارفور ۰٫۹۱ کیلومترمربع مساحت و ۱۰۸ نفر جمعیت دارد و ۳۵۴ متر بالاتر از سطح دریا واقع شده‌است.